# Battaglia di Dresda
La battaglia di Dresda fu combattuta tra il 26 e il 27 agosto 1813 tra le forze del Primo Impero francese di Napoleone Bonaparte e quelle della sesta coalizione anti-francese, formata da Impero austriaco, Impero russo e Regno di Prussia, sotto la guida del feldmaresciallo Karl Philipp Schwarzenberg.
Le forze dei coalizzati sferrarono un attacco frontale a Dresda, importante piazzaforte dei francesi nel Regno di Sassonia, ma non sfruttarono il momento per sopraffare la guarnigione nemica con la loro schiacciante superiorità numerica consentendo a Napoleone di accorrere con i rinforzi; nel corso di una dura battaglia proseguita per due giorni, i francesi batterono nettamente i coalizzati obbligando Schwarzenberg alla ritirata.

## Antefatti

### Forze in campo
La campagna lanciata da Napoleone nel maggio-giugno 1813 in Sassonia contro le forze della coalizione russo-prussiana non si era rivelata decisiva. Le truppe francesi, sostenute dai loro sempre più titubanti alleati tedeschi, avevano liberato dall'occupazione russo-prussiana l'alleato Regno di Sassonia, ma nonostante le vittorie riportate nelle battaglie di Lützen (2 maggio) e di Bautzen (20-21 maggio) avevano fallito nel loro scopo primario, ovvero la distruzione della principale armata campale dei coalizzati, che aveva potuto ritirarsi in relativo ordine in Slesia.
Entrambi i contendenti, esausti e a corto di rifornimenti, avevano poi concordato una sospensione temporanea delle ostilità; all'armistizio di Pleiswitz del 4 giugno fece seguito l'apertura di colloqui di pace a Praga sotto l'egida dell'Impero austriaco, ma divenne ben presto chiaro che Napoleone era contrario ad accettare le proposte dei coalizzati ed entrambi i contendenti approfittarono del periodo di tregua più che altro per riarmarsi e riorganizzarsi. Furono i coalizzati a mettere a segno i risultati più importanti: il 7 luglio la Svezia si unì alla coalizione e sbarcò un esercito di 30000 uomini in Germania, mentre il 12 agosto, fallite anche le ultime mediazioni, l'Austria dichiarò guerra alla Francia.
Allo spirare dell'armistizio, il 16 agosto 1813, la situazione era la seguente: Napoleone teneva la posizione centrale tra la Sassonia e il Brandeburgo meridionale a cavallo del fiume Elba, con circa 250000 uomini (sette corpi d'armata, quattro corpi di cavalleria e la Guardia imperiale) dislocati nella zona attorno alla capitale sassone di Dresda sotto il comando diretto dell'imperatore e altri 120000 uomini (tre corpi d'armata e un corpo di cavalleria) più a nord a formare un'armata indipendente sotto il maresciallo Nicolas Charles Oudinot; altre forze erano disperse su fronti secondari o dispiegate a presidio di alcune importanti città fortificate. Le forze di Napoleone erano attorniate su tre lati da altrettante armate dei coalizzati: a settentrione l'Armata del Nord del principe ereditario di Svezia Carlo Giovanni (l'ex maresciallo francese Jean-Baptiste Jules Bernadotte) difendeva la capitale prussiana di Berlino con 110000 truppe svedesi, prussiane e russe; a est il generale prussiano Gebhard Leberecht von Blücher guidava l'Armata della Slesia, forte di 95000 tra prussiani e russi, schierata dietro il fiume Bober; infine, a sud si trovava l'Armata di Boemia del feldmaresciallo Karl Philipp Schwarzenberg con 127000 soldati austriaci. Un'armata di più di 100000 russi e prussiani sotto il generale Michael Andreas Barclay de Tolly era poi in marcia dalla Slesia alla Boemia per rinforzare le truppe di Schwarzenberg.

### Strategie a confronto
La posizione centrale consentiva a Napoleone di adottare la strategia in cui era maestro: trattenere due degli avversari con forze leggere mentre lui stesso concentrava il grosso delle sue truppe su uno solo degli avversari, battendo separatamente le armate nemiche prima che avessero modo di unirsi. Inviato Oudinot in direzione di Berlino per affrontare l'Armata del Nord del principe Carlo Giovanni, Napoleone mosse quindi il grosso delle sue forze verso est incontro a Blücher in Slesia; a protezione di Dresda e dei passi dei Monti Metalliferi che dividevano la Sassonia dalla Boemia fu lasciato il corpo d'armata del maresciallo Laurent de Gouvion-Saint-Cyr. I coalizzati erano tuttavia più che consapevoli della strategia adottata da Napoleone, e avevano preparato la contromossa: se una delle armate in campo fosse stata attaccata dal grosso delle forze francesi (presumibilmente guidate da Napoleone in persona), questa si sarebbe dovuta immediatamente ritirare attirando il nemico lontano dalle sue basi; contemporaneamente, le altre due armate non impegnate dal nemico dovevano avanzare con decisione, puntando alle linee di comunicazione di Napoleone con la Francia.

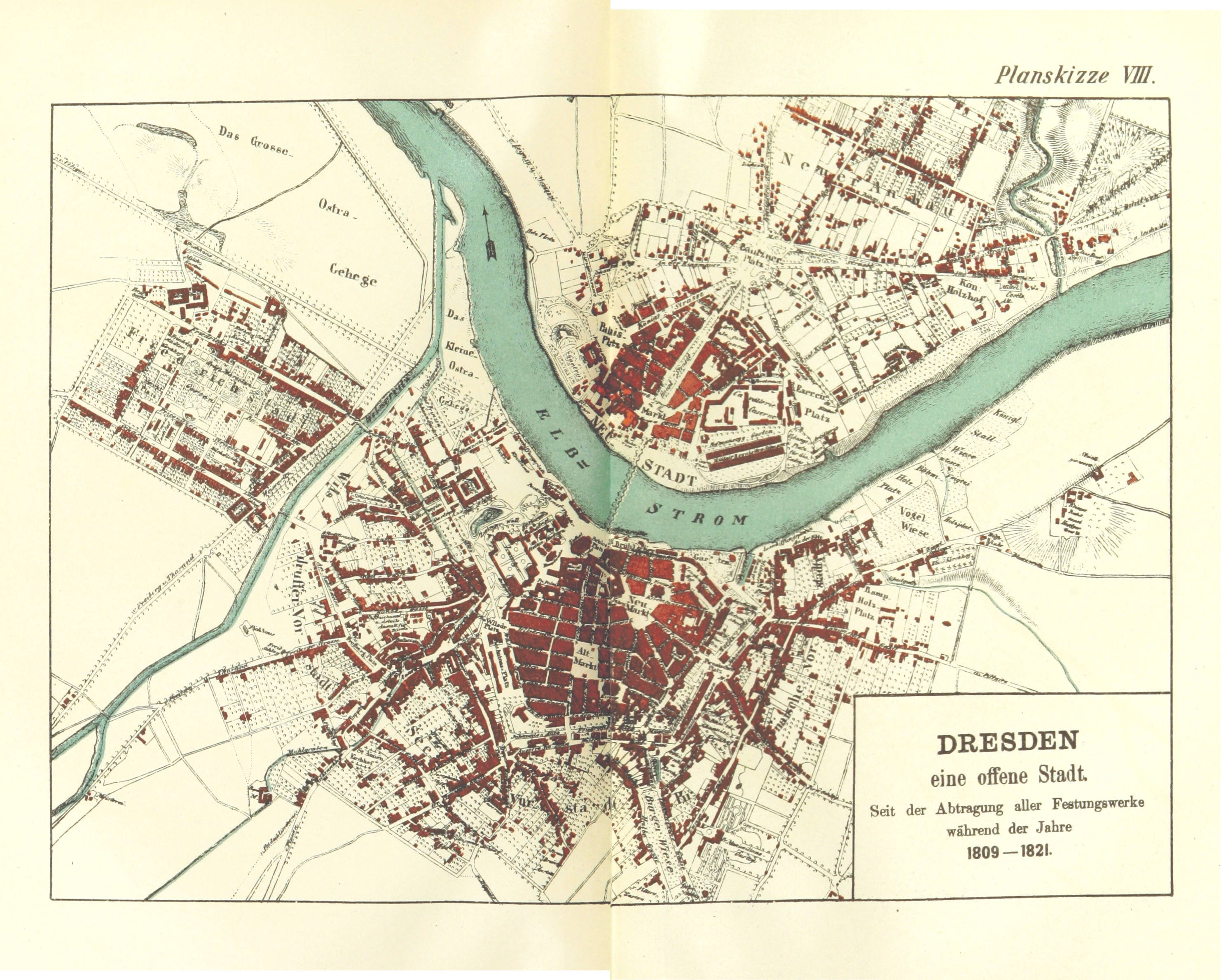
Carta di Dresda all'epoca delle guerre napoleoniche

Conformemente al piano, quindi, non appena Blücher si rese conto di essere diventato l'obiettivo dei francesi si ritirò verso est in Slesia senza accettare lo scontro; contemporaneamente l'Armata del Nord del principe Carlo Giovanni si mosse per parare l'offensiva di Oudinot su Berlino: il francese fu sconfitto il 23 agosto nella battaglia di Großbeeren e fu costretto a ripiegare. Anche Schwarzenberg mosse la sua armata marciando verso nord dalla Boemia in direzione di Dresda: entro il 22 agosto i coalizzati erano giunti in vista della città con 80000 uomini contrapposti ai 20000 a disposizione di Saint-Cyr, ma invece di attaccare subito si fermarono per discutere. Il sistema di comando dell'Armata di Boemia era alquanto complicato dal fatto che tutti e tre i principali monarchi alleati (lo zar Alessandro I di Russia, il re Federico Guglielmo III di Prussia e l'imperatore Francesco I d'Austria) erano aggregati al quartier generale di Schwarzenberg: ogni proposta doveva essere preventivamente discussa in comitato tra i sovrani e i loro stati maggiori, un sistema che allungava di parecchio il processo decisionale.
Per due giorni, mentre i comandi decidevano cosa fare, Saint-Cyr contrastò con efficacia le puntate offensive dell'avanguardia dei coalizzati. Dresda non era pesantemente fortificata: solo la parte vecchia della città, a cavallo dell'Elba, era circondata da mura (peraltro in cattivo stato di manutenzione) e da un fossato, mentre i sobborghi della città nuova erano indifesi; ma Saint-Cyr aveva provveduto a prepararla per la difesa aprendo feritoie nei muri delle case, costruendo delle ridotte lungo il perimetro della periferia cittadina e sbarrando le strade con delle barricate. Anche così, il maresciallo stimò di non poter resistere più di 24 ore in caso di deciso attacco del nemico, e inviò pressanti appelli a Napoleone per ottenere aiuti. Oltre che capitale dell'alleata Sassonia, Dresda ospitava anche grossi magazzini di rifornimento e la sua perdita sarebbe stata dolorosa per l'armata francese; pertanto, Napoleone abbandonò l'inseguimento dello sfuggente Blücher e corse in aiuto di Saint-Cyr: lasciato il maresciallo Étienne Macdonald in Slesia con tre corpi d'armata e un corpo di cavalleria a tenere d'occhio i prussiani, l'imperatore diresse a tappe forzate verso Dresda.

## La battaglia

### Il primo giorno

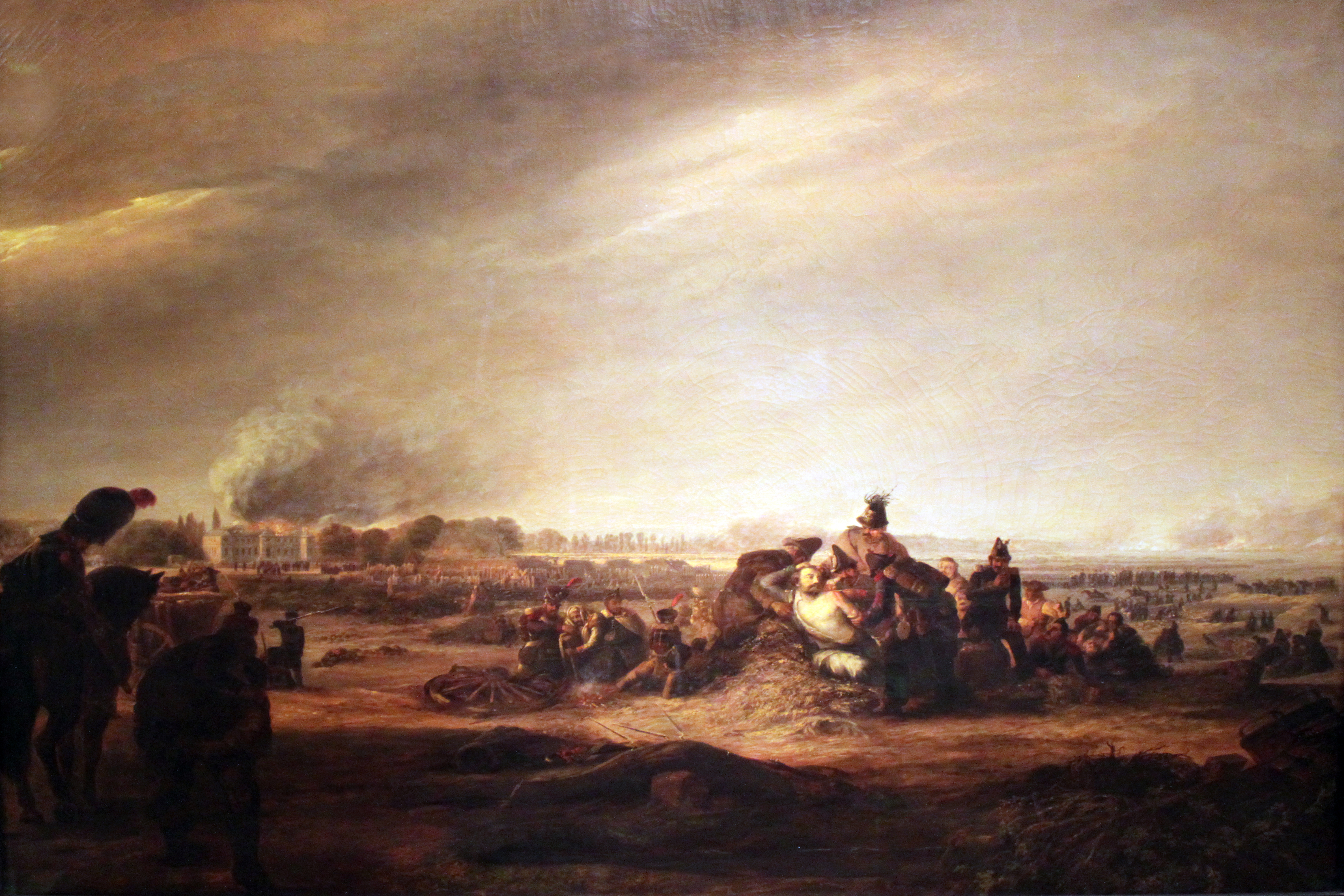
La battaglia di Dresda in un quadro dell'epoca

I coalizzati mossero su Dresda alle prime luci del 26 agosto. Il lento processo decisionale del quartier generale alleato aveva partorito un piano piuttosto confuso: non si faceva esplicita menzione di una conquista della città con un assalto, ma piuttosto di una "dimostrazione di forze" davanti alle posizioni dei francesi; le truppe impegnate, del resto, non avevano equipaggiamenti d'assedio e neppure scale con cui superare le mura. I più di 200000 uomini dell'Armata di Boemia mossero su Dresda lungo un fronte semicircolare da sud-ovest a sud-est suddivisi in due grossi contingenti, l'ala sinistra guidata da Schwarzenberg e l'ala destra comandata dal generale russo Peter Wittgenstein: la prima comprendeva i corpi d'armata austriaci dei generali Filippo d'Assia-Homburg sulla destra, Ignác Gyulay sulla sinistra e Johann von Klenau di riserva al centro, mentre la seconda schierava il corpo russo del generale Pyotr Gorchakov sulla destra e quello prussiano del generale Friedrich von Kleist sulla sinistra. La Guardia imperiale russa era ancora in marcia verso Dresda, mentre il corpo d'armata russo del principe Eugenio di Württemberg era stato lasciato a sorvegliare la fortezza di confine di Königstein.
Verso le 05:00 i prussiani di Kleist lanciarono il primo attacco alle posizioni dei francesi, asserragliati nei Giardini Reali o "Grandi Giardini" (Gross Garten, un grosso parco di 1,5 km² cinto di mura posto alla periferia sud-est della città): nonostante la dura resistenza incontrata, i prussiani avanzarono con decisione e catturarono gran parte dei giardini. Wittgenstein appoggiò l'azione di Kleist sul suo fianco destro avanzando lungo la sponda occidentale dell'Elba, anche se subì diverse perdite a causa del fuoco francese proveniente dalla riva opposta del fiume; anche gli austriaci di Gyulay guadagnarono terreno sull'ala sinistra dei coalizzati avanzando verso il sobborgo settentrionale di Friedrichstadt, ma il corpo di Assia-Homburg al centro fu bloccato dal forte fuoco d'artiglieria proveniente dalle ridotte francesi. I coalizzati ebbero prevedibilmente difficoltà a espugnare le pur improvvisate fortificazioni francesi; divenne però palese che la guarnigione di Dresda stava pian piano aumentando di numero.

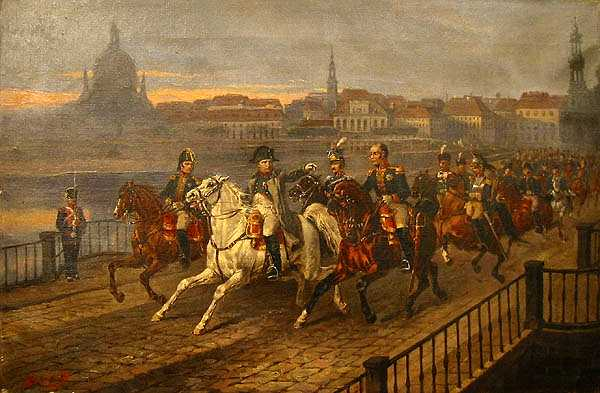
Napoleone e il suo stato maggiore entrano a Dresda la mattina del 26 agosto in un quadro di Józef Brodowski

Napoleone fece il suo ingresso a Dresda alle 09:00 di quel 26 agosto, dopo aver coperto 140 chilometri in tre giorni con 90000 uomini organizzati in tre contingenti: la riserva di cavalleria guidata dal maresciallo Gioacchino Murat (con i corpi di cavalleria dei generali La Tour-Maubourg e Lhéritier) e due corpi della Guardia imperiale guidati dai marescialli Michel Ney e Édouard Mortier; i corpi d'armata dei marescialli Claude-Victor Perrin e Auguste Marmont erano ancora in fase di afflusso, mentre il corpo d'armata del generale Dominique-Joseph René Vandamme era diretto a Königstein per varcare l'Elba e minacciare le retrovie dell'armata nemica.
Le alte grida di «Viva l'imperatore!» che si levavano dalle linee dei francesi furono la migliore testimonianza, per i comandi dei coalizzati, che Napoleone in persona era giunto sul campo di battaglia; si aprì una discussione: il prudente Schwarzenberg voleva ritirarsi ma alla fine prevalse la linea sostenuta dal re Federico Guglielmo, secondo cui 200000 uomini non potevano fuggire al solo pronunciare del nome di Napoleone. La battaglia, che era andata interrompendosi verso le 11:00, riprese quindi vigore intorno alle 16:00. Sul fianco destro Wittgenstein avanzò con decisione: il corpo russo di Gorchakov avanzò lungo la riva dell'Elba fino a prendere le fattorie di Antons, Lammechens ed Engelhards alla periferia meridionale di Dresda, anche se subì ancora forti perdite a causa del fuoco d'artiglieria francese che proveniva dalla sponda opposta del fiume; contemporaneamente, i prussiani di Kleist espugnarono i Giardini Reali verso le 17:00 e avanzarono fino alla periferia della città. Anche le forze austriache sul fianco sinistro erano avanzate con decisione: appoggiati dal fuoco di una "grande batteria" di 72 cannoni, gli austriaci espugnarono alcune delle ridotte francesi e avanzarono minacciosamente verso i sobborghi di Dresda.

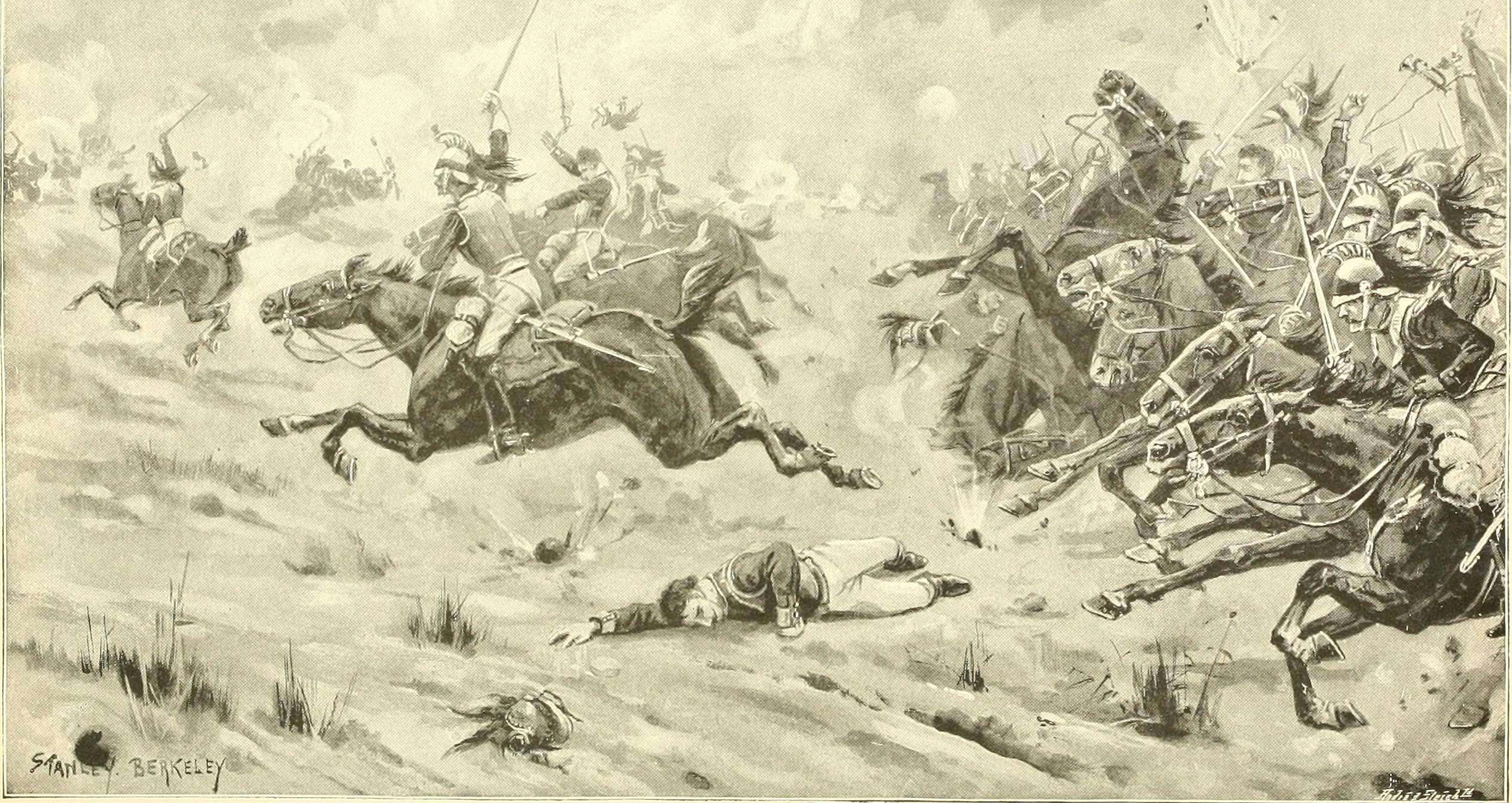
I corazzieri francesi alla carica a Dresda in una stampa del 1899

Alle 17:30, con le sue truppe in posizione, Napoleone lanciò il suo contrattacco. Sul fianco sinistro, il maresciallo Mortier guidò due divisioni della Giovane Guardia imperiale contro le unità di Wittgenstein: furono necessarie quattro ore di duro scontro, ma alla fine i francesi ripresero le fattorie e respinsero passo dopo passo i russi fino al villaggio di Striesen; quindi, Mortier piegò sul fianco e ricacciò i prussiani di Kleist fuori dai Giardini Reali prima che i combattimenti si arrestassero verso le 21:00 con il calare del buio. Contemporaneamente, il maresciallo Ney aveva condotto altre due divisioni della Giovane Guardia contro gli austriaci di Assia-Homburg al centro, riconquistando le ridotte appena perdute e ricacciando il nemico sulle sue posizioni di partenza in direzione del villaggio di Paluen; Schwarzenberg fece intervenire i suoi reparti scelti di granatieri, e i combattimenti infuriarono con alterne vicende fino a mezzanotte. Sul fianco destro dei francesi, decise cariche di cavalleria condotte dal maresciallo Murat respinsero gli austriaci di Gyulay dal sobborgo di Friedrichstadt e dal vicino villaggio di Lobtau; anche in questo caso solo il calare del buio impedì ulteriori avanzate dei francesi.

### Interludio notturno
Il primo giorno di battaglia era andato bene per i francesi: nonostante la loro superiorità numerica iniziale i coalizzati non erano riusciti a espugnare Dresda prima che Napoleone arrivasse con i rinforzi, ed erano stati fondamentalmente ricacciati sulle loro posizioni di partenza; i francesi avevano dovuto registrare circa 2000 tra morti e feriti, mentre le perdite per i coalizzati erano almeno il triplo con 4000 tra morti e feriti e circa 2000 prigionieri. Nel corso della notte altre truppe si aggiunsero agli schieramenti contrapposti: se i coalizzati furono rinforzati dall'arrivo della Guardia imperiale russa, Napoleone poté dispiegare l'intera sua forza a disposizione schierando l'appena arrivato corpo d'armata del maresciallo Victor sulla destra in appoggio alla cavalleria di Murat e il corpo del maresciallo Marmont al centro al fianco di Ney; il corpo di Saint-Cyr fu raggruppato nei Giardini Reali, appoggiato sulla sinistra da Mortier e dalla cavalleria della Guardia imperiale.
Mentre un violento temporale imperversava tutta la notte trasformando le campagne in un mare di fango, i coalizzati tennero nuovamente consiglio. Nel corso della notte era arrivata la notizia che il corpo francese di Vandamme aveva varcato l'Elba a Königstein minacciando seriamente le retrovie dell'Armata di Boemia, e per quanto le truppe russe del principe Eugenio stessero conducendo azioni di contenimento fu necessario inviare in loro supporto consistenti rinforzi; questo ridusse il divario numerico tra le due armate: ora 170000 coalizzati dovevano fronteggiare 120000 francesi. Il morale dell'Armata di Boemia era basso, la coordinazione tra i reparti schierati su un fronte di più di otto chilometri era stata pessima e la catena di comando aveva dato una cattiva prova di sé; nondimeno, il quartier generale dei coalizzati decise di rinnovare la battaglia: il grosso delle truppe fu concentrato al centro in previsione di una massiccia spallata per irrompere verso Dresda, alleggerendo i contingenti di Gyulay e Wittgenstein schierati alle due estremità della linea.
Il piano elaborato da Napoleone per l'indomani era in pratica l'opposto di quello dei coalizzati: Marmont e Ney avrebbero dovuto tenere la posizione al centro, mentre Murat e Victor sulla destra e Mortier e Saint-Cyr sulla sinistra avrebbero lanciato un attacco alle ali dello schieramento nemico; l'idea era di aggirare i fianchi dell'Armata di Boemia e di tagliarle le più agevoli vie di ritirata, obbligandola a ripiegare attraverso difficili strade di campagna.

### Il secondo giorno

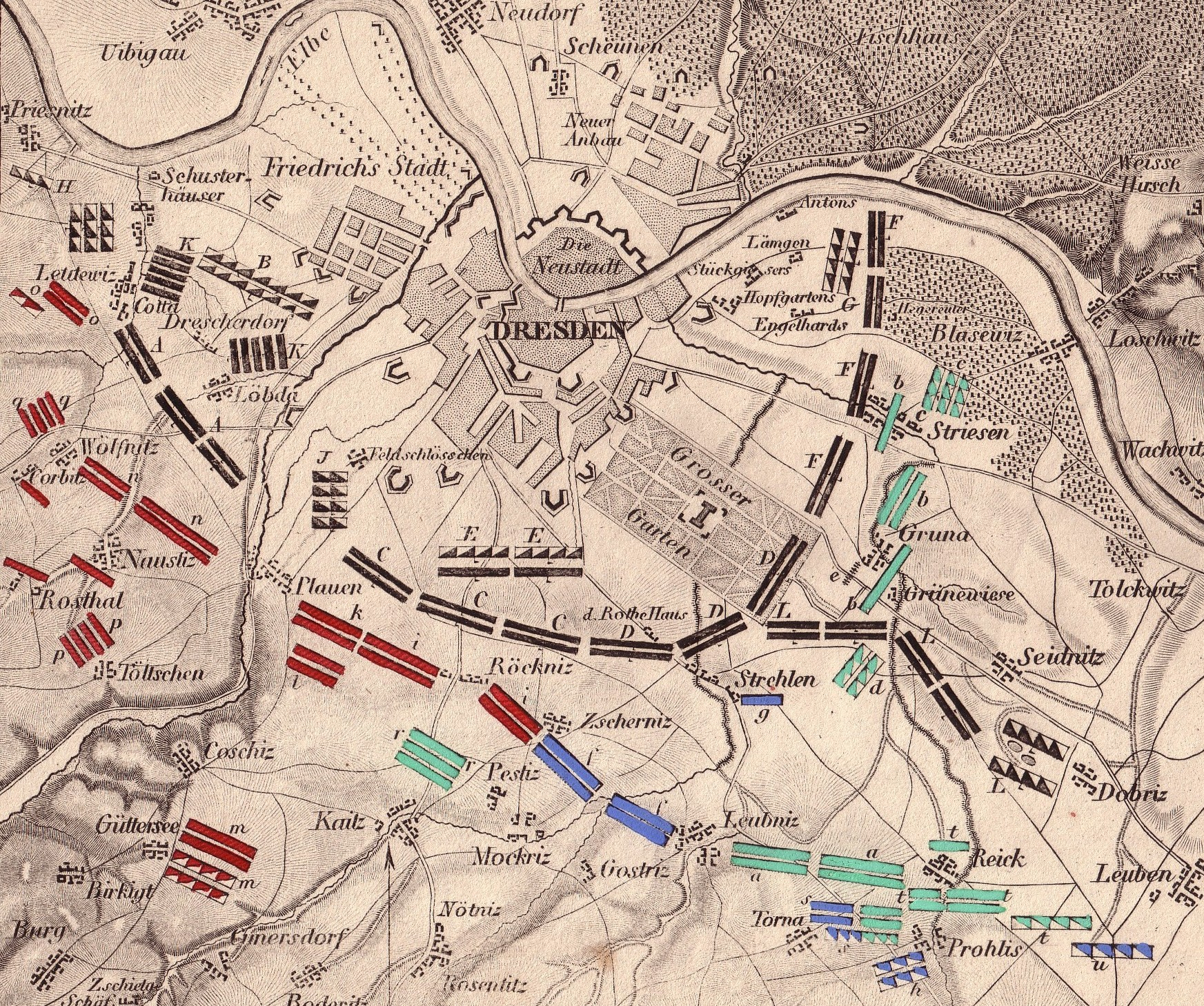
Gli opposti schieramenti alla mattina del 27 agosto: in nero i francesi, in rosso gli austriaci, in blu i prussiani e in verde i russi

La battaglia riprese alle prime luci del 27 agosto con una serie di tiri d'artiglieria. Poco dopo le 06:00 le divisioni della Guardia di Mortier diedero il via al loro assalto: vi furono duri scontri con i russi nei pressi dei villaggi di Striesen e Gruhna, ma tra le 07:00 e le 08:00 la divisione francese del generane Rouget espugnò il villaggio di Blasewitz all'estrema destra della linea dei coalizzati e avanzò senza altre opposizioni attraverso i boschi lungo la riva dell'Elba, aggirando l'intera posizione di Wittgenstein. Il comandante russo dovette ordinare una ritirata generale dell'intera ala destra dei coalizzati, attestandosi infine verso le 11:00 nei pressi del villaggio di Reick. Contemporaneamente, Saint-Cyr era avanzato a sud dei Giardini Reali contro i prussiani di Klesit, espugnando alle 08:00 il villaggio di Strehla; i prussiani ripiegarono sul villaggio di Leubnitz, che fu per due volte assaltato senza successo dai francesi. Alle 12:00 fu invece Kleist a tentare un contrattacco in direzione di Strelha, che tuttavia fu respinto dai reparti di Saint-Cyr; duri scontri tra russi e francesi infuriarono nel frattempo a Reick, finché il villaggio non fu espugnato dai secondi.
Sull'altro lato del campo di battaglia anche Murat e Victor erano passati all'attacco intorno alle 09:00. La posizione degli austriaci di Gyulay era quantomai precaria, perché il torrente Weisseritz che scorreva sul loro fianco destro si era ingrossato a causa delle piogge della notte, tagliandoli fuori in pratica dal resto delle forze di Schwarzenberg. La cavalleria pesante di Murat caricò varie volte le formazioni austriache, preparando il terreno all'attacco della fanteria di Victor che partì alle 14:00: i francesi presero il villaggio di Plauen, che ospitava l'unico ponte sul Weisseritz, e ricacciarono verso sud-ovest gli austriaci di Gyulay senza che il resto dell'Armata di Boemia potesse muovere in loro soccorso. La cavalleria di La Tour-Maubourg inseguì i reparti in rotta di Gyulay prendendo migliaia di prigionieri.

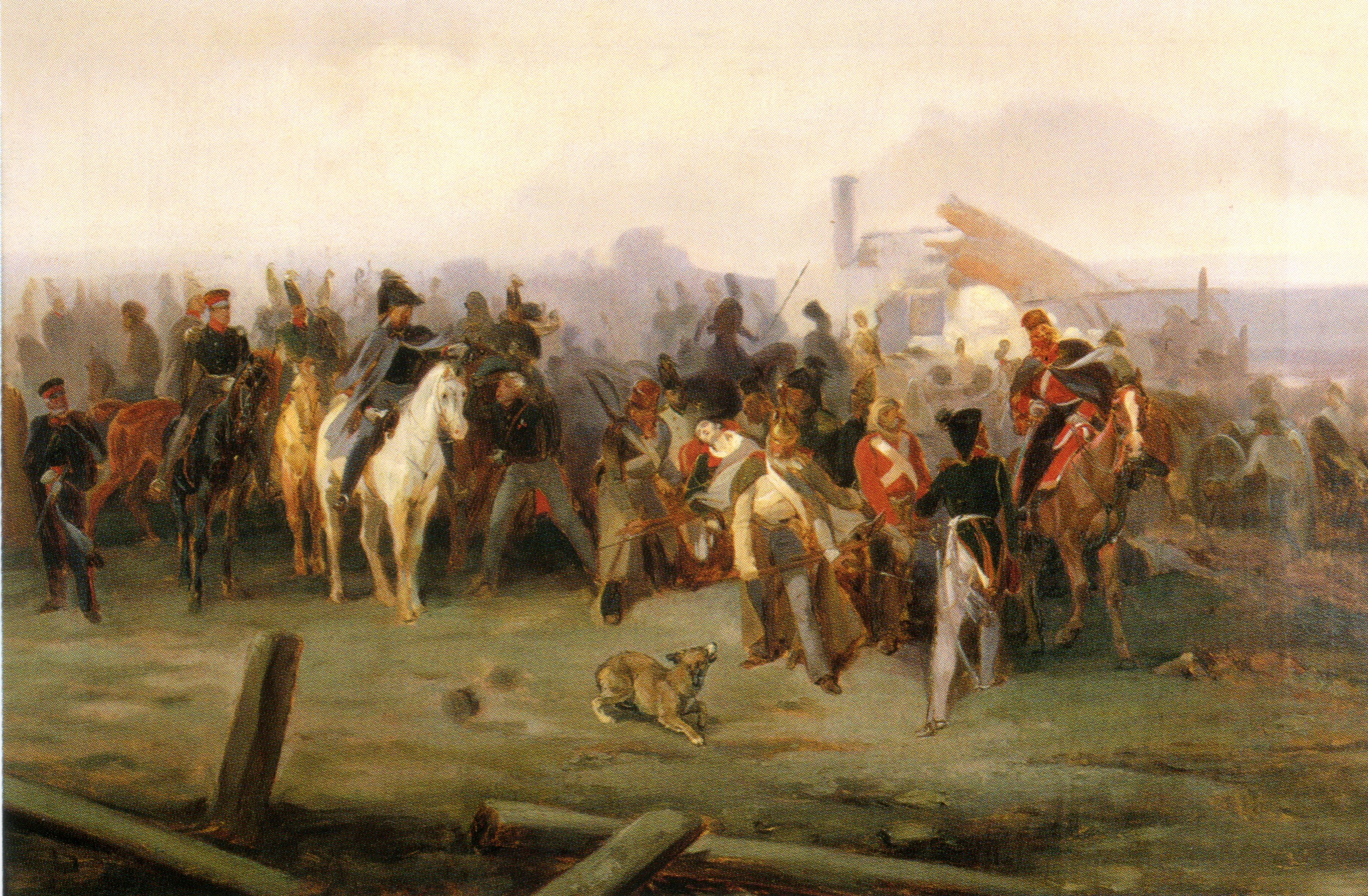
Il ferimento di Moreau a Dresda in un acquerello del XIX secolo di Julius Scholtz

Mentre gli scontri infuriavano lungo le ali, al centro la battaglia si era sviluppata unicamente in una serie di duelli d'artiglieria: i coalizzati avevano una netta superiorità numerica sui francesi in questo settore, ma i loro movimenti erano intralciati dalle strade ridotte a pantani di fango dalle piogge. Non appena giunsero le cattive notizie circa l'avanzata francese lungo la loro ala destra, i comandanti coalizzati annullarono il progetto di attacco al centro e ordinarono alle riserve russe guidate da Barclay de Tolly di organizzare un contrattacco per salvare a situazione. Il generale russo protestò, sostenendo che il terreno pesante avrebbe impedito una ritirata della sua artiglieria qualora l'attacco non fosse andato a buon fine; mentre si discuteva della cosa, colpi d'artiglieria francesi piovvero sui comandanti alleati radunati vicino al villaggio di Racknitz: una palla di cannone sfiorò lo zar Alessandro e ferì mortalmente il generale Jean Victor Marie Moreau che cavalcava al suo fianco. L'incidente distrasse l'attenzione degli alti ufficiali, ulteriormente turbata dall'arrivo della notizia che Vandamme aveva preso Pirna e stava avanzando alle spalle dell'armata, e ogni proposito di contrattacco fu accantonato.
Verso le 15:00 giunse ai coalizzati la notizia della disfatta dalle loro ala sinistra: il corpo di Gyulay era in piena ritirata inseguito dalla cavalleria francese, e molti battaglioni austriaci erano stati circondati e costretti alla resa. Sul fianco destro tuttavia la situazione era migliorata, dopo che contrattacchi di formazioni di cavalleria prussiana e russa avevano bloccato l'avanzata del corpo di Mortier dopo la sua conquista del villaggio di Reick mentre gli attacchi di Saint-Cyr contro il villaggio di Leubnitz venivano costantemente respinti dal corpo prussiano di Kleist. Considerando che il centro dei coalizzati era stato scarsamente impegnato in battaglia e la riserva dell'Armata di Boemia era quasi intatata vi erano i margini per continuare la battaglia, se necessario anche il giorno successivo, come chiedeva il re di Prussia; ma alla fine prevalse la linea di Schwarzenberg e dello zar Alessandro: la carenza di munizioni e la minaccia rappresentata dal corpo di Vandamme nelle retrovie obbligavano l'Armata di Boemia alla ritirata.
Lo sganciamento dei coalizzati iniziò verso le 17:00, e per le 18:00 i francesi si erano attestati sulle posizioni che il nemico aveva occupato dalla mattina del 27 agosto. Napoleone era più che convinto che la battaglia sarebbe ripresa anche il 28 agosto, e avviò i preparativi a tale scopo; con la copertura della notte e di un nuovo forte temporale, i coalizzai invece lasciarono il campo di battaglia di Dresda e mossero alla volta della Boemia.

## Conseguenze
Dresda fu una chiara vittoria di Napoleone, molto più netta dei precedenti successi di Lützen e di Bautzen del maggio precedente. A fronte di circa 7500-10000 tra morti e feriti, l'armata francese aveva inflitto ai coalizzati tra le 38000 e le 40000 perdite; in mano francese rimasero circa 13000 prigionieri (tra cui il Feldmarschallleutnant austriaco Joseph Mesko von Felso-Kubiny, due generali e 64 altri ufficiali superiori), quindici bandiere, ventisei pezzi d'artiglieria e trenta carri di munizioni.
I coalizzati persero la battaglia principalmente per le loro mancanze in fatto di comando e controllo: la presenza dei monarchi alleati al quartier generale di Schwarzenberg fu più un intralcio che altro, obbligando di fatto il feldmaresciallo austriaco a combattere con le mani legate; il fatto che l'Armata di Boemia fosse poi spiegata su un fronte di più di otto chilometri non favorì la celerità nella trasmissione degli ordini. I ritardi dei coalizzati nel prendere le decisioni fecero perdere loro l'attimo più favorevole e contribuirono alla presa dell'iniziativa da parte dei francesi, agevolati in questo senso anche dall'unitarietà del comando incarnata dallo stesso Napoleone; pur vittoriosa, la condotta dell'imperatore non fu tuttavia esente da critiche: vista la buona difesa organizzata da Saint-Cyr a Dresda, sarebbe stato forse meglio rinforzare la posizione del maresciallo con poche forze e dirottare invece il corpo centrale della Grande Armata a sud della città, fargli attraversare l'Elba tra Pirna e Königstein e andare così a tagliare la via di ritirata dell'intera Armata di Boemia. Invece, Napoleone non se la sentì di rischiare la perdita di Dresda, con i suoi magazzini pieni di preziosi rifornimenti, e dirottò l'intera sua armata a difesa della città lasciando al solo corpo di Vandamme il compito di minacciare le retrovie nemiche; con il senno di poi, fu un grave errore.
Napoleone ebbe appena il tempo di festeggiare il successo di Dresda che fu raggiunto da altre pessime notizie. Il 26 agosto, mentre la Grande Armata affrontava i coalizzati a Dresda, l'Armata della Slesia di Blücher aveva contrattaccato le forze francesi di Macdonald lanciate al suo inseguimento, infliggendo loro una pesante sconfitta nella battaglia del Katzbach. Informato della disfatta di Macdonald, Napoleone trattenne a Dresda il grosso delle sue forze, inviando all'inseguimento dei coalizzati in ritirata solo i corpo d'armata di Saint-Cyr e Marmont; il corpo di Vandamme doveva nel frattempo avanzare da Pirna a Telnitz, occupare i passi montani al confine boemo-sassone e intrappolare così parte dell'Armata di Boemia tra le sue forze e quelle di Saint-Cyr e Marmont in arrivo da nord. Per una serie di circostanze, dovute anche alla sfortuna, fu invece il corpo di Vandamme a ritrovarsi intrappolato in mezzo alle forze dell'Armata di Boemia: nel corso della battaglia di Kulm del 29-30 agosto i francesi subirono una nuova pesante sconfitta, perdendo metà delle loro forze tra cui lo stesso Vandamme, preso prigioniero. Nel giro di pochi giorni gli effetti positivi della vittoria di Dresda si erano dissolti e Napoleone si ritrovava nella stessa difficile situazione di prima